# Numa Numa Dance
Der „Numa Numa Dance“ ist ein Internetphänomen. Es ist ein Video des US-amerikanischen Video-Bloggers Gary Brolsma zum Lied Dragostea din tei der moldauischen Band O-Zone. Das Video mit dem Titel Numa Numa Dance wurde am 6. Dezember 2004 auf der Internetseite Newgrounds.com veröffentlicht.
Brolsma benutzte den Benutzernamen „Gman250“. Das Video zeigt ihn mit synchronen Lippenbewegungen, Gestikulationen und Tanzbewegungen zum Lied der moldauischen Band. Der Titel Numa Numa bezieht sich auf die rumänischen Wörter nu mă nu mă im Refrain des Songs von O-Zone. Brolsma sagte hierzu, dass er einfach nicht wusste, wie der Originaltitel hieße, er habe das Lied für Japanisch gehalten. Es war das erste Video dieser Art, das weitgehende Aufmerksamkeit erhielt.
The Viral Factory schätzte, dass das Video bis November 2006 bereits 700 Millionen Mal aufgerufen wurde.

## Geschichte
Der Originalsong der moldawischen Band war zu der Zeit, als Brolsma das Video veröffentlichte, zwar in den Charts Europas, jedoch nicht in denen der USA, er kannte das Lied nach eigener Angabe von der Seite Albino Blacksheep, einer Seite vom Aufbau ähnlich wie Newgrounds. Auf der Webseite Newgrounds wurde das Video Numa Numa Dance damals mehr als 18 Millionen Mal gesehen. Seit der Veröffentlichung dort wurde es kopiert und auf zahlreichen anderen Internetseiten und Blogs hochgeladen. Die BBC veröffentlichte am 27. November 2006 einen Bericht, basierend auf Daten von The Viral Factory, wonach das Video mit knapp 700 Millionen Aufrufen das bis dahin zweitmeist gesehene Video war, einzig und allein das Video Star Wars Kid hatte mehr Aufrufe.
Im Dezember 2014 lud Brolsma auf der Seite Newgrounds ein neues Video hoch – Numa Numa 10-Year Reunion –, wo er zu verschiedenen Liedern, wie den Liedern Shake it off von Taylor Swift oder Firework von Katy Perry, Lippensynchronisation und seine bekannt gewordenen Bewegungen durchführte. Beide Videos, das Originalvideo und das neue Video, wurden jedoch aufgrund von Lizenzbestimmungen von der Seite genommen.
Im Jahr 2006 lud Brolsma das Video auf YouTube hoch. Im Laufe der Jahre ging er auch ab und zu gegen andere Versionen auf der Plattform vor. 2021 begann das Studio Sony das Video wegen Rechtsverletzungen in einigen Ländern zu sperren, denn beim Studio liegen die Vermarktungsrechte für zahlreiche Länder.

## Rezeption
Das Video erzeugte sehr viele Nachahmer und Parodien, unter anderem einen New Numa Contest, gesponsert von Brolsma selbst, wo neue Adaptionen prämiert werden sollten. Das Original belegte 2006 Platz 41 der 100 Greatest Funny Moments von Channel 4 im Vereinigten Königreich.
Der Journalist Dirk von Gehlen sieht in dem Video sogar einen Vorläufer von TikTok. Der Numa Numa Dance sei der Anstoß für den Anstieg der Produktion von Webcamvideos, man wolle genauso wie Brolsma sein.
Das Video wurde über die Jahre in zahlreichen Serien und Sendungen gezeigt oder parodiert. Beispiele:
- In der Sendung Switch reloaded parodierte Max Giermann das Video und kopierte die Gesten Brolsmas in einem Sketch über den Terroristenführer Osama bin Laden.[13]
- In der Sendung South Park tritt Brolsma in der 4. Episode der 12. Staffel (Canada on Strike) auf.
- In der Serie Navy CIS wurde das Video in Folge 6 der 6. Staffel (Murder 2.0) gezeigt, wo es unter anderem um selbst aufgenommene und ins Internet gestellte Videos ging. Es war dabei das Beispiel für Special Agent Gibbs, wie ein Webvideo aussehen könnte.[14]

## Person Gary Brolsma

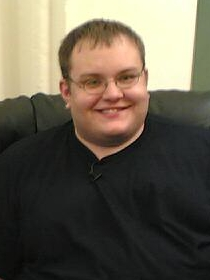
Gary Brolsma

Gary William Brolsma (* 14. Januar 1986) ist ein US-amerikanischer Musiker und Vlogger, der durch das Veröffentlichen des Videos Numa Numa Dance im Jahr 2004 weltweit bekannt wurde. Teilweise wird er auch als „Numa Numa Guy“ bezeichnet.
Er erschien zuerst in verschiedenen Sendungen und Talk-Shows, so ABCs Good Morning America, NBCs The Tonight Show und Best Week Ever des Senders VH1. Danach war der damals 19-jährige Brolsma mit dem plötzlichen Ruhm überfordert und lehnte jegliche weitere Kontaktanfragen ab. 2006 veröffentlichte er jedoch ein zweites Video namens New Numa Numa. Im Jahr 2007 wurde er auf den Platz 1 der 40 Greatest Internet Superstars von VH1 gewählt, vor Star Wars Kid auf Platz 2. Es wird geschätzt, dass seine Popularität derjenigen der Originalinterpreten des Liedes in nichts nachsteht.
Im Jahr 2008 startete er ein Netzwerk, einen YouTube-Kanal und veröffentlichte sein erstes Album mit dem Namen Weird Tempo. 2019 veröffentlichte er das zweite Album mit dem Namen Haunted House of Pancakes. Er trat immer wieder in der Öffentlichkeit auf, so beispielsweise 2009 in einem Superbowl-Video.